# Schiffsfunde von Woerden

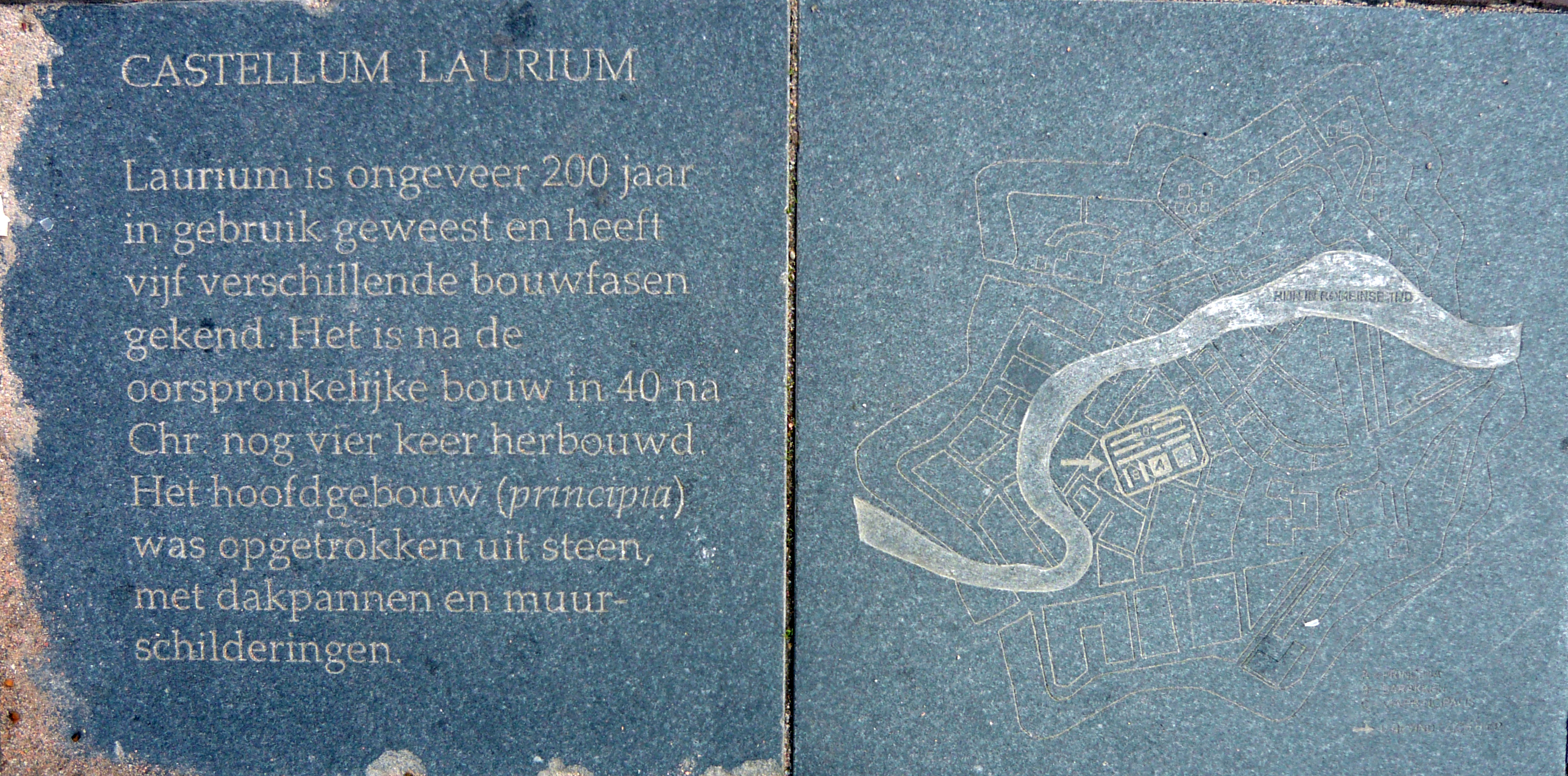
Verlauf des Rheins um das Kastell Laurium in römischer Zeit. Steinplatte in der Pflasterung des Kerkpleins von Woerden

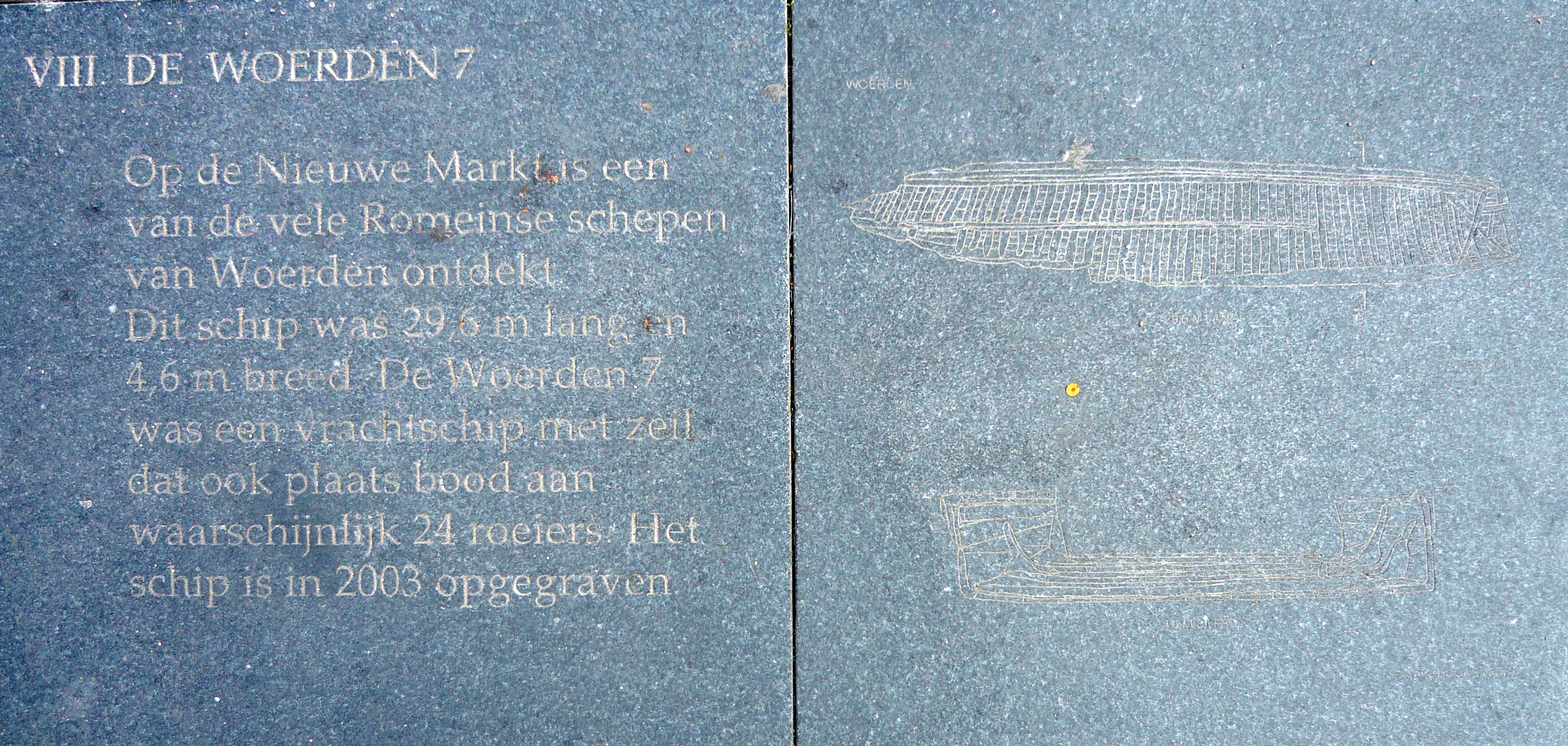
Darstellung und Kurzbeschreibung der Woerden 7. Steinplatte in der Pflasterung des Kerkpleins von Woerden

Die Schiffsfunde von Woerden bezeichnen eine Reihe von Schiffswracks aus römischer Zeit, die bei Bauarbeiten und archäologischen Untersuchungen in Woerden, einer Stadt und Gemeinde in der niederländischen Provinz Utrecht, gefunden wurden. In antiker Zeit befand sich dort Laurium oder Laurum, ein Kohortenkastell des Niedergermanischen Limes nebst seinem Vicus (Zivilsiedlung). Neben den Schiffsfunden von De Meern und Schiffsfunden von Zwammerdam befindet sich in Woerden einer der bedeutendsten Fundplätze römischer Schiffe in Nordwesteuropa, nicht zuletzt, weil die in diesem Teil der Niederlande unter dem Meeresspiegel gelegenen, permanent feuchten Böden die Hölzer sehr gut konserviert haben.

## Topographie
Im westlichen Teil der heutigen Innenstadt wurden längs des wahrscheinlichen römerzeitlichen Rheinufers Kaianlagen gefunden, dir vor allem nördlich und westlich der mittelalterlichen Petruskirche erforscht werden konnten. Diese Stellen befinden sich in einem Bereich, in dem einst die Linschoten und der Alte Rhein zusammenflossen. Es wird vermutet, dass hier ein an der Linschoten entlang und durch das Moor hindurch führender Weg mit der Limesstraße zusammentraf.

## Woerden 1 bis 8

### Woerden 1

Die Woerden 1 wurde im Jahr 1978 am Groenendaal, einer Hauptstraße im Zentrum Woerdens, rund vier Meter unter dem heutigen Laufniveau in starker Schieflage gefunden. Das Schiff war vermutlich 25 m lang, von denen rund zehn Meter der Vorschiffsektion und des Ansatzes vom Mittelschiff archäologisch untersucht werden konnten. Seine Breite betrug 3,65 m. Vorschiff und Mittelschiff konnten durch die Möglichkeit, ein Querelement einzulegen, voneinander abgeschottet werden. Woerden 1 war ein Plattbodenschiff vom Typ eines Prahms und diente ausweislich des darin gefundenen und paläobotanisch bestimmten Getreides aus Südbelgien als Getreidetransporter. Berechnungen ergaben eine mögliche maximale Ladekapazität von 50 bis 70 Tonnen bei einer Füllhöhe von 70 Zentimetern. Zur Verpflegung der Mannschaft diente ein Ziegelherd, ein dreiseitiger Holzverschlag mit einer Ständerkonstruktion sorgte für einen gewissen Witterungsschutz. Dendrochronologisch konnte das Fälldatum der Eichenbalken, aus denen die Woerden 1 gezimmert worden war, auf das Jahr 169 n. Chr. datiert werden. Der Befund war durch eine spätrömische Uferbefestigung des dritten und vierten Jahrhunderts partiell gestört.

### Woerden 2/6
Bei den anfänglich als separate Schiffswracks Woerden 2 und Woerden 6 angesprochenen Funden handelte es sich, wie sich erst später herausstellen sollte, um ein und dasselbe Schiff.
Der Befund Woerden 2 wurde bei Baggerarbeiten im Jahre 1988 angeschnitten und teilweise zerstört. Auch wurde keine systematische, wissenschaftliche Dokumentation vor Ort vorgenommen, sondern es liegen nur oberflächliche Beschreibungen aus der Zeit der Entdeckung vor. Der Befund soll auf etwa 14 Meter Länge freigelegt worden sein und einen Schiffskörper von 3,1 m Breite und 1,2 m Höhe beinhaltet haben. Ein [!] Photo sowie eine Notiz weisen darauf hin, dass es sich um ein Schiff vom Typ der Schwerlastprahme gehandelt hat. Anhaltspunkte für eine mögliche Datierung liegen jedoch nicht vor.
Die Woerden 6 wurde 1998 entdeckt. Bei diesem Fund handelte es sich um das noch auf einem Meter Länge erhaltene, durch Spundwände beschädigte Endstück (vermutlich das Heck) eines Prahms aus dem dritten Jahrhundert. Das Teilstück wurde geborgen und dem Nederlands Instituut voor Scheeps- en onderwater Archeologie (NISA) in Lelystad zur Konservierung übergeben. Durch Aussehen und technische Aspekte des sehr massiven Schiffskörpers drängte sich ein Vergleich mit der Bugkonstruktion der Woerden 2 auf.
Schließlich konnte nachgewiesen werden, dass es sich tatsächlich um ein und dasselbe Wrack handelte. Der Rest des Schiffes dürfte sich noch ungestört im Erdreich befinden.

### Woerden 3
Woerden 3 wurde 1988 gefunden und wie Woerden 2 nur unzureichend dokumentiert. Woerden 3 ist ein Einbaum, der durch ein aufgesetztes Oberbord erweitert worden war. Die Rumpfbreite belief sich an der Bordwand auf 1,2 m, am Boden auf 0,6 m, die Höhe betrug etwas weniger als 0,5 m. Aufgrund des baugleichen Schiffsfundes Zwammerdam 3 und der dazu relativen Mastposition wurde die Gesamtlänge auf rund 11 m geschätzt. Durch Beifunde konnte der Einbaum grob auf die Zeit des ersten oder beginnenden zweiten Jahrhunderts datiert werden.

### Woerden 4
Die Woerden 4 ist nur aus schriftlichen Aufzeichnungen des 16. und 19. Jahrhunderts bekannt. Der Leidener Archäologe Caspar Reuvens vermutete, dass der Fund in die römische Zeit zu datieren sei.

### Woerden 5
Woerden 5 wurde 1988 in der Oranjestraat beobachtet. Der schon stark vergangene Fund konnte als römischer Einbaum identifiziert werden.

### Woerden 7

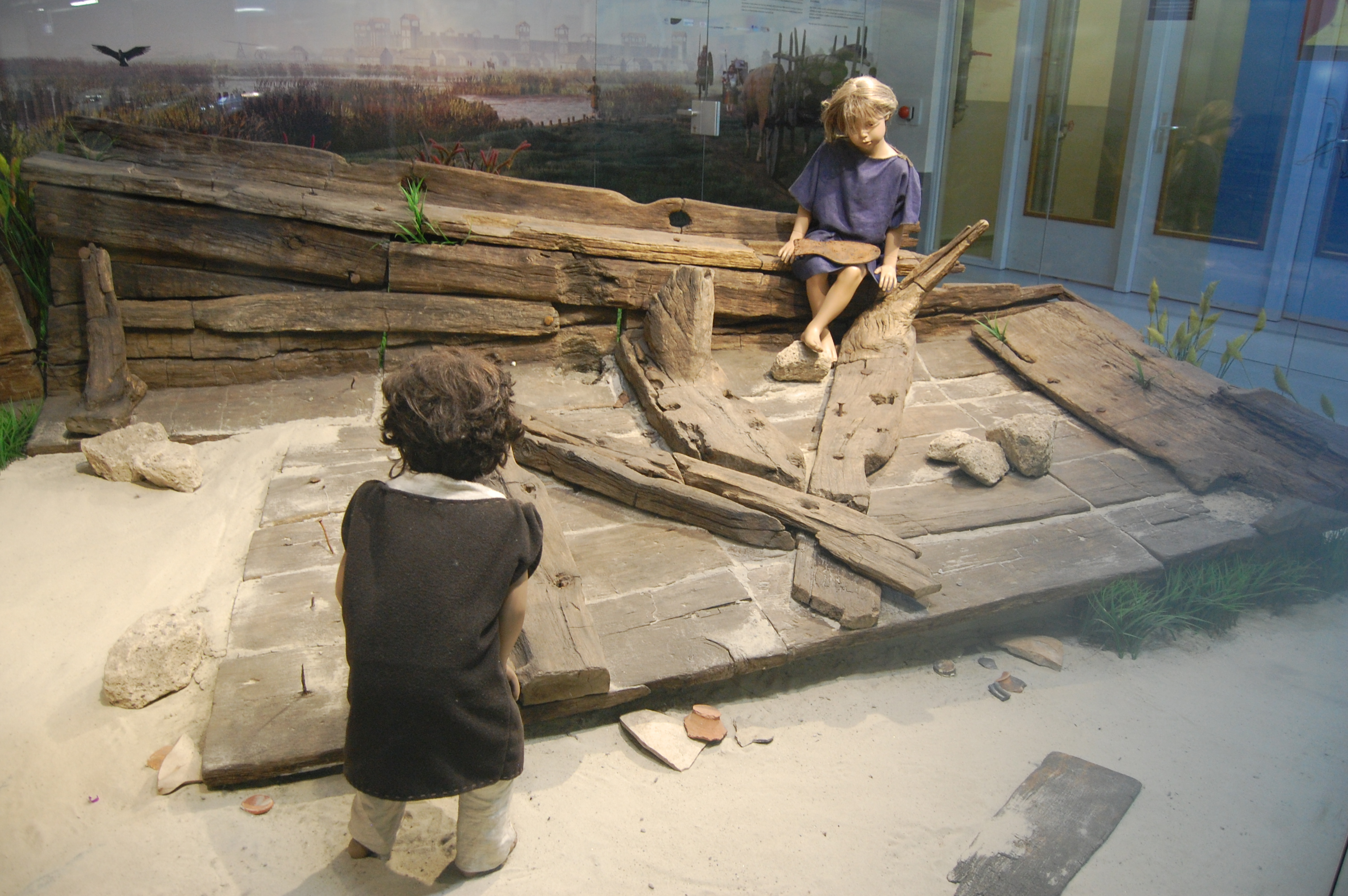
Restauriertes Achterschiff der Woerden 7 in der Tiefgarage unter dem Kirchplatz

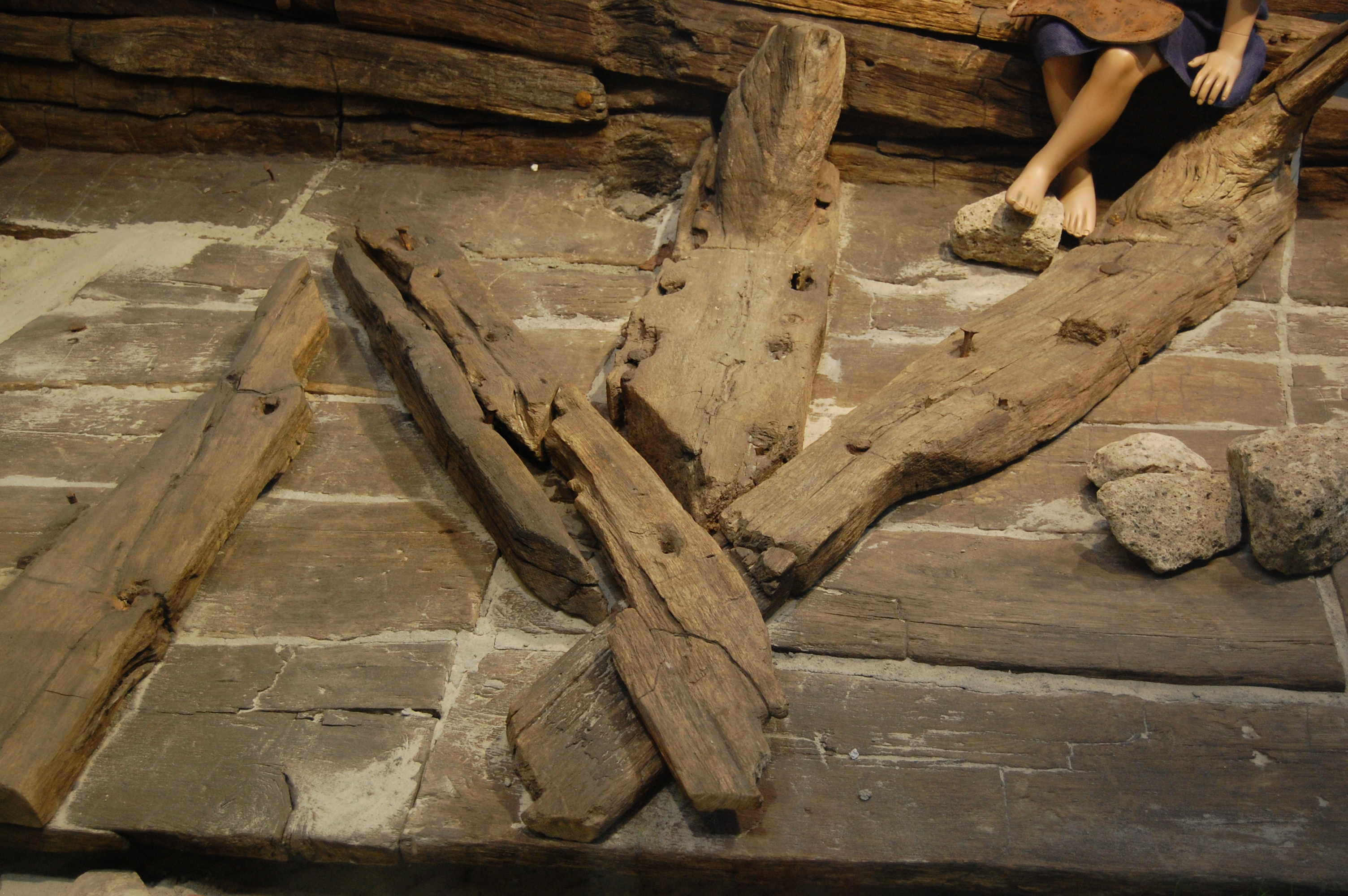
Restauriertes Achterschiff der Woerden 7 in der Tiefgarage unter dem Kirchplatz

Die Woerden 7 wurde im Rahmen der im Jahr 2002 beginnenden, baubegleitenden Untersuchungen während des Baus einer Tiefgarage unter dem Nieuwe Markt im innerstädtischen Gebiet Hoochwoert, unmittelbar westlich der Petruskerk entdeckt. Sie war ein Frachtschiff vom Plattbodentyp, konkret ein Prahm, und diente vermutlich zum Transport von Natur- und Backsteinen aus der Gegend um Mayen und Koblenz zur Errichtung von Steinbauten in den steinarmen Niederlanden. Hierfür würden die Funde von entsprechenden Steinen im Inneren des Schiffskörpers sprechen. Ihre maximale Breite belief sich auf 4,70 m, die Bordhöhe auf 1,25 m. Die erhaltene Restlänge betrug 25,40 m und konnte auf eine ursprüngliche Gesamtlänge von 29,70 m interpoliert werden. Davon lagen 20,70 m vor und 8,90 m hinter dem Mast. Die 43 erhalten gebliebenen Spanten waren zwischen 20 cm und 30 cm breit und durchschnittlich 15 cm dick. Archäobotanische und dendrochronologische Untersuchungen ergaben, dass Woerden 7 aus niederländischer und mitteldeutscher Eiche gefertigt wurde, deren Stämme zwischen September 163 und April 164 gefällt und „grün“ (frisch) verarbeitet worden waren. Die Woerden 7 sank im letzten Viertel des zweiten Jahrhunderts.

### Woerden 8
Innerhalb des Befundes der Woerden 7 befand sich ein einzelner Spant, der nicht zu diesem Schiff gehörte und daher als neues Wrackteil Woerden 8 benannt wurde.